# Bonnie Root
Bonnie Root, née le 24 août 1975 à Portland, est une actrice américaine.

## Biographie
Root vit à Los Angeles en Californie.

## Filmographie
- 1999 : Coming Soon : Stream Hodsell
- 2000 : In The Weeds : Becky
- 2002 : Dancing at the Harvest Moon : Diane Webber
- 2004 : The Ranch : Emily
- 2006 : Company Town de Thomas Carter (téléfilm) : Agent Shauna Ashfield
- 2006-2007: Cold Case: ADA Alexandra Thomas
- 2007 : Rails & Ties : Laura Danner
- 2008 : Esprits criminels : Keri Derzmond
- 2009 : Love Takes Wing : Ella Pine
- 2009 : Mentalist : Tanya Derask
- 2009 : Les experts : Tonya Charles
- 2009 : FBI : Portés disparus : Jenny Alden
- 2010 : Hawthorne : Valerie Dayton
- 2010 : Los Angeles, police judiciaire : Maura Dillon
- 2010 : The Event : Mary Stern
- 2012 : Justified (série télévisée) : Mary Archer
- 2012 : Crow & Arrow : Catherine
- 2014 : Jack Fall  : Carol Cahill